# Ciencia y tecnología en Ecuador
La ciencia y la tecnología en Ecuador es un conjunto de políticas y programas desarrollados por el Estado, las asociaciones nacionales e internacionales y empresas orientadas hacia la investigación, el desarrollo y la innovación.
El país destina el 0,443 de su PBI a investigación y desarrollo, según datos del Banco Mundial de 2014.
Ecuador se ubicó en el puesto 91 en el Índice mundial de innovación de la Organización Mundial de la Propiedad Intelectual en 2021, desde el puesto 99 en 2020, bajó nuevamente hasta el puesto 98 en 2022;en 2023 ocupó el lugar 104y el lugar 105 en 2024.

## Coordinación
La Secretaría de Educación Superior, Ciencia, Tecnología e Innovación (Senescyt) es la encargada de dirigir la política pública en los ámbitos de ciencia, tecnología, innovación y saberes ancestrales; además de coordinar y articular las acciones entre los sectores académico, de investigación, productivos público y privado.

## Organismos e Instituciones

### Universidades Públicas
Ecuador cuenta con universidades públicas donde se realiza investigación científica:
- Universidad de Guayaquil, universidad más grande del país con más de 63 mil alumnos

- Universidad Central del Ecuador, fundada en 1651, es la más antigua de Ecuador
- Universidad Agraria del Ecuador, creada en 1992 con un perfil agropecuario
- Universidad de las Fuerzas Armadas - ESPE
- Escuela Superior Politécnica del Litoral
- Universidad Yachay Tech, que inició sus labores académicas el 31 de marzo de 2014

### Universidades Privadas
Las universidades privadas en las que se genera mayor investigación científica y tecnológica en Ecuador son:
- Universidad de las Américas (UDLA). La investigación científica desarrollada en la UDLA es liderada por la Dirección de Investigación y Vinculación y ha presentado un crecimiento importante en cuanto a producción científica desde el 2018.[7]

- Universidad San Francisco de Quito (USFQ). La USFQ es la universidad que tradicionalmente ha contado con el mejor desempeño en cuanto a investigación científica en Ecuador. Cuenta con varios institutos como: Instituto de Microbiología, ECOLAP, BIOSFERA, Instituto de Neurociencias, Instituto de Investigaciones en Biomedicina “Una Salud”, entre otros.[8]
- Universidad Espíritu Santo. Tiene la mayor producción científica entre las instituciones de Guayaquil, la cual es liderada por su Centro de Investigaciones.[9]
- Universidad Politécnica Salesiana
- Pontificia Universidad Católica del Ecuador
- Universidad del Azuay
- Universidad Católica de Santiago de Guayaquil
- Universidad Técnica Particular de Loja

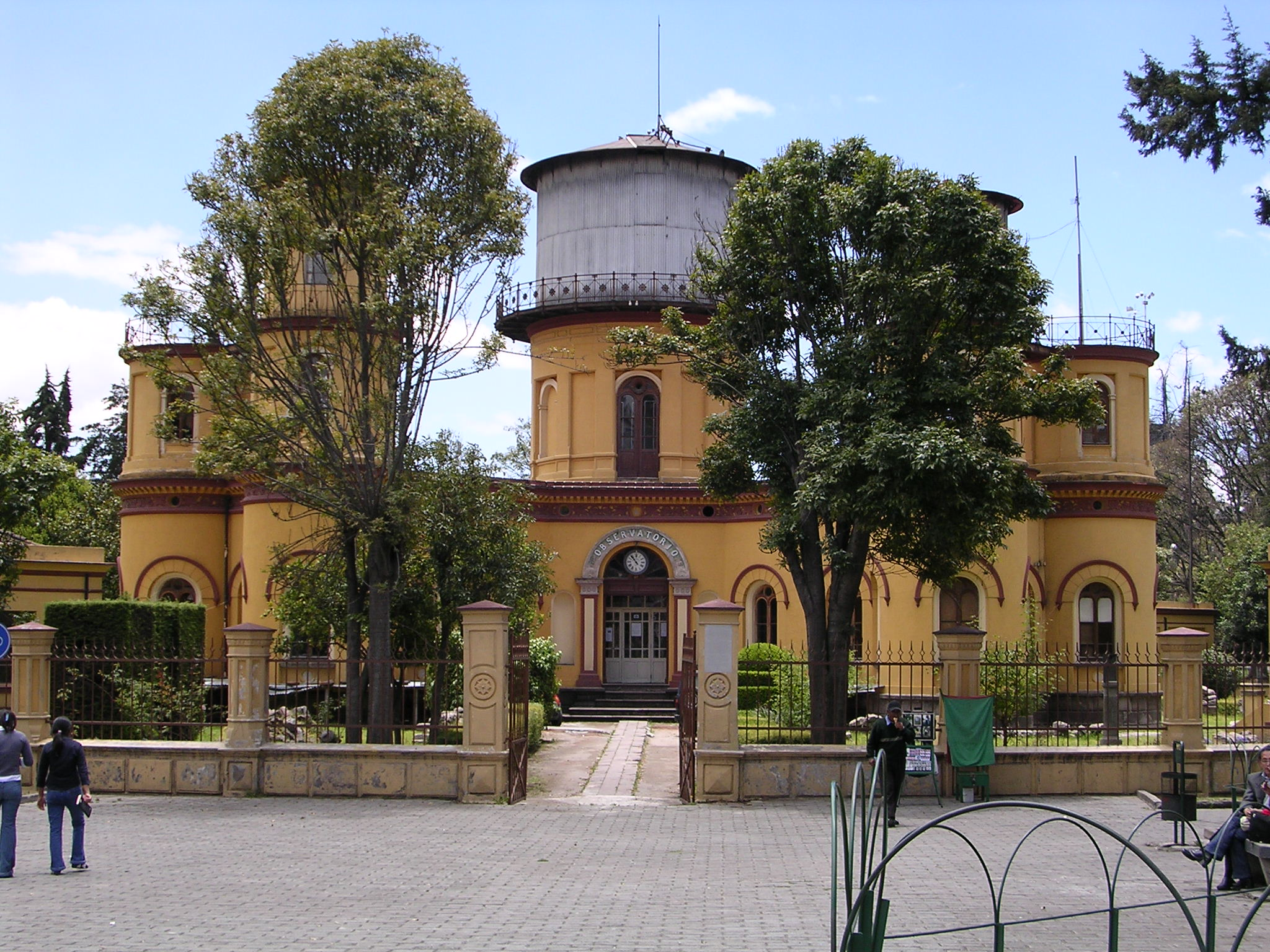
Observatorio Astronómico de Quito, el observatorio más antiguo de Sudamérica. Fundado en 1873, durante la presidencia del Dr. Gabriel García Moreno

### Centros de Investigación
Además de los centros de investigación pertenecientes a las universidades, Ecuador cuenta con los siguientes institutos:
- Agencia Espacial Civil Ecuatoriana,  organización no gubernamental de Ecuador cuyo objetivo es llevar a cabo investigación aeroespacial
- Instituto Oceanográfico de la Armada del Ecuador

Varias instituciones realizan investigación científica en ciencias de la vida y de la salud:
- Instituto Nacional de Investigación en Salud Pública (INSPI)
- Instituto Nacional de Investigaciones Agropecuarias
- Instituto Nacional de Biodiversidad (INABIO)[10]
- Estación de Biodiversidad Tiputini
- Estación Científica Charles Darwin
- Centro Internacional de la Papa

### Empresas de Base Tecnológica
- Corporación Nacional de Telecomunicaciones
- Automóviles de Ecuador, automotriz ecuatoriana, creadora del primer automóvil nacional, el Andino Aymesa.

Ecuador posee el observatorio más antiguo de América del Sur: el Observatorio Astronómico de Quito fundado en 1873. la Escuela Politécnica Nacional (EPN) es la institución encargada de la gestión del Observatorio, que ofrece a la comunidad global un Sistema de telescopio virtual que está conectado a través de Internet y permite que el mundo lo vea por transmisión.

## Contribuciones y Colaboraciones

### Nature Index - Top 10 instituciones del Ecuador[11]
Según la revista científica multidisciplinaria Nature, las instituciones que han realizado las contribuciones más sobresalientes entre el 2022 y 2023 son:
| Institución | Institución                                        | Count | Share |
| ----------- | -------------------------------------------------- | ----- | ----- |
| 1.          | Universidad San Francisco de Quito (USFQ)          | 58    | 8.01  |
| 2.          | Escuela Politécnica Nacional (EPN)                 | 45    | 1.07  |
| 3.          | Escuela Politécnica del Chimborazo (ESPOCH)        | 2     | 0.51  |
| 4.          | Pontificia Universidad Católica del Ecuador (PUCE) | 5     | 0.39  |
| 5.          | Fundación Charles Darwin                           | 3     | 0.30  |
| 6.          | Escuela Superior Politécnica del Litoral (ESPOL)   | 5     | 0.29  |
| 7.          | Universidad de las Fuerzas Armadas (ESPE)          | 1     | 0.14  |
| 8.          | Galapagos Science Center (GSC)                     | 3     | 0.11  |
| 9.          | Universidad de las Américas (UDLA)                 | 1     | 0.10  |
| 10.         | Universidad Regional Amazónica (IKIAM)             | 2     | 0.09  |

### Scimago Institutions Rankings
El SCImago Institutions Rankings (SIR) es una clasificación de instituciones académicas y de investigación ordenadas por un índice que combina tres conjuntos diferentes de indicadores basados en: desempeño de la investigación, resultados de innovación, y el impacto social medido por su visibilidad en la web. 
De acuerdo con este ranking, las instituciones que tienen mejor desempeño en estas tres áreas combinadas entre 2022 y 2023 son:
1. Escuela Superior Politécnica del Litoral (ESPOL)
2. Universidad de las Américas (UDLA)
3. Universidad San Francisco de Quito (USFQ)
4. Escuela Politécnica Nacional (EPN)
5. Universidad de Cuenca

Las instituciones que tienen mejor desempeño en los tres indicadores por separado son:
- Investigación: Universidad de las Américas (UDLA)
- Innovación: Escuela Superior Politécnica del Litoral (ESPOL)
- Vinculación con la Sociedad: Universidad San Francisco de Quito (USFQ)